# Монумент в память Малоярославецкого сражения 12 октября 1812 г.
Монумент в память Малоярославецкого сражения 12 октября 1812 года — спроектированный архитектором Антонио Адамини памятник в Малоярославце, увековечивший сражение под Малоярославцем — важное событие Отечественной войны 1812 года. Расположенный на площади Ленина памятник включён в перечень объектов культурного наследия регионального значения.

## История
В 1835 году российским императором Николаем I было принято решение об установке чугунных монументов в местах важнейших сражений Отечественной войны. Конкурс на лучший проект памятника, объявленный Академией художеств, выиграл петербургский архитектор Антонио (Антон Устинович) Адамини, итальянец швейцарского происхождения. Главой комиссии по возведению памятников был назначен министр финансов Е.Ф. Канкрин. 15 ноября 1835 года император утвердил его доклад о возложении на петербургский Александровский литейный завод отливки и постановки 16 памятников, предназначенных к сооружению на местах сражений 1812 года, которые были разделены по величине, оформлению и важности на три класса: 1-го класса — один памятник (Бородинский монумент на батарее Раевского), 2-го класса — 10 (в Тарутине, Малоярославце, Красном, Студенке, Клястицах, Смоленске, Полоцке, Чашниках, Кулаково и Ковно) и 3-го класса — 5. Но установлено было только семь памятников: на Бородинском поле, в Клястицах, Ковно, Красном, Малоярославце, Полоцке и Смоленске. Император лично утверждал окончательные варианты каждого памятника и тексты надписей на них.
К 14 мая 1843 года был отлит чугунный памятник для Малоярославца. Из Петербурга его детали перевозили, в основном, речным путем. Расходы на отливку памятника, его перевозку и сооружение фундамента составляли 80 тысяч рублей серебром. Для закладки в фундаменте памятника, осуществлённой 26 августа 1844 года, на Санкт-Петербургском монетном дворе специально изготовили две серебряные и двадцать бронзовых медалей, отлитых по оригиналам медальера Ф. П. Толстого.
Монумент, торжественно открытый в центре Малоярославца 29 октября 1844 года, стал первым памятником в честь Отечественной войны 1812 года в городе. В число почётных гостей торжества вошли: управляющий Калужской губернией вице-губернатор А. Н. Хитрово (внук генерал-фельдмаршала М. И. Кутузова), епископ Калужский и Боровский Николай, ветераны-участники сражения под Малоярославцем.
На основании решения Малоярославецкого райисполкома, принятого в 1931 году, памятник был разрушен в 1932 году как «не имеющий историко-архитектурного и художественного значения», его место на центральной городской площади заняла статуя В. И. Ленина. 
В начале XXI века проведение торжественных мероприятий, приуроченных к празднованиям 600-летия Малоярославца и 200-летия Отечественной войны, содействовало осуществлению масштабных проектов благоустройства центра города, предусматривающих восстановление старых памятников истории и культуры. 4 ноября 2004 года при расчистке территории площади, освободившейся после переноса памятника В.И. Ленину, открылся фундамент старого монумента с нишей, в которой лежали потемневшие от времени памятные медали. Они были в 2005 году отреставрированы и помещены в экспозицию городского военно-исторического музея. А в 2010 году на фундаменте в соответствии с первоначальным проектом был воссоздан и монумент.

## Описание
Чугунный памятник высотой 22 метра, возведённый в русско-византийском стиле на невысокой насыпи и круглом в плане основании, в качестве композиционного центра центральной городской площади, состоит из двухступенчатого цилиндрического постамента и поставленной на нём высокой и стройной восьмигранной пирамиды с крутыми скатами, увенчанной чешуйчатой луковичной главкой с высоким позолоченным православным крестом. Постамент пирамиды украшен барельефами с военной и победной атрибутикой (включающей медные мечи, пронзающие лавровые венки, а также ленты с растительным орнаментом) и памятными надписями между 8 парами колонн с капителями коринфского ордера, несущих на карнизах барабаны под чешуйчатыми луковичными главками с сидящими на них двуглавыми орлами с распростёртыми крыльями и изображением Георгия Победоносца на груди. Надпись с восточной стороны: «Предел нападения, начало бегства и гибели врагов», с западной: «Сражение при Малом Ярославце 12 октября 1812 года». Между колоннами размещены медные розетки с изображением Всевидящего ока в лучах и с надписью: «1812 год», обрамлённые лавровыми венками. Монумент окружает чугунная ограда из колец на опорах.